# Dude Ranch
Dude Ranch es el segundo álbum de estudio de la banda estadounidense de punk rock Blink-182. El material discográfico se grabó en Big Fish Studios, Encinitas, California y contó con la producción de Mark Trombino. El mismo se publicó el 17 de junio de 1997 en Estados Unidos, en forma conjunta a través del sello independiente Cargo Music, y la major MCA Records. MCA firmó con la banda en 1996 después de las moderadas ventas de su álbum debut, Cheshire Cat, y de la creciente popularidad del trío en Australia. Dude Ranch es el último álbum del grupo con Cargo Music y con el baterista Scott Raynor.
La banda grabó el álbum durante el invierno de 1996 y 1997. Con material escrito durante varias giras de años previos, y también con algunas canciones completas, Blink-182 grabó con Trombino en sesiones que se prolongaron durante cinco semanas. En la producción de Dude Ranch, los miembros de Blink-182 estuvieron plagados de dificultades, lo que empeoró su apresurado calendario: el bajista Mark Hoppus y el guitarrista Tom DeLonge, vocalistas de la banda, estaban teniendo problemas vocales y Raynor tenía que grabar sus pistas de batería en muletas con ambos talones rotos. Promovido por el sencillo principal del álbum, «Dammit (Growing Up)», el disco se lanzó en el verano de 1997 y fue un éxito. «Dammit» se convirtió en un éxito en las radios de rock de Estados Unidos, y ayudó a hacerles ganar credibilidad en la corriente principal, al tiempo que recorrían todo el país en el Warped Tour. El tercer sencillo del disco fue «Josie (Everything's Gonna Be Fine)», el cual tuvo bastante exposición en canales como MTV, y además entró en la lista de sencillos de Australia. Dude Ranch llegó a vender un millón de copias y la RIAA lo certificó con un disco de platino a fines de 1999. También recibió el mismo reconocimiento en Australia tras vender 70 000 copias; no obstante, consiguió un disco de doble platino en Canadá después de vender 200 000 copias.

## Antecedentes y grabación
Después de un aceptable número de ventas de su álbum debut Cheshire Cat, lanzado mediante el sello independiente Cargo Music, Blink-182 disfrutó un poco de éxito. A lo largo de 1994 y 1995, el trío salió enérgicamente de gira, la cual les hizo crecer su popularidad, sobre todo en Australia, donde el público adoptó el irreverente sentido de humor de la banda en sus espectáculos. Tras estar de gira la mayor parte de 1994 y 1995, la banda se trasladó a Encinitas, California, en 1996 para grabar Dude Ranch con el productor Mark Trombino. Durante las sesiones se grabaron dos canciones que no aparecieron en la versión final del álbum: «Dancing With Myself», versión de Generation X, y la canción navideña «I Won't Be Home for Christmas». «Dancing with Myself» apareció posteriormente en el recopilatorio punk Before You Were Punk en marzo de 1997, meses antes del lanzamiento de Dude Ranch. Utilizaron también esta canción para el recopilatorio Five Years on the Streets, que fue lanzado en 1998, y en la banda sonora de la película Loose Change..
Muchas de las canciones del álbum fueron grabadas anteriormente para demos y EP. Una versión de la canción «Degenerate» apareció por primera vez en la segunda demo de la banda. Después se lanzó una versión diferente en el álbum Buddha Promo (la canción fue eliminada de la versión remasterizada de este álbum, lanzada en 1998). También se grabaron anteriormente otras versiones de «A New Hope» (titulada «Princess Leia»), y «Enthused» (titulada «Strung Out»), pero finalmente no vieron la luz. La banda lanzó un vinilo de siete pulgadas titulado They Came to Conquer... Uranus en 1995, en el que se incluían tres canciones, entre ellas una primera versión de «Waggy». En 1996 grabaron un split titulado Lemmings/Going Nowhere junto a la banda Swindle, en el que apareció una primera versión de la canción «Lemmings» y que fue regrabada para Dude Ranch.

## Lanzamiento y acogida
Dude Ranch fue lanzado el 17 de junio de 1997 mediante Cargo Music. La banda firmó, también, con MCA Records en 1998 para mejorar la distribución del álbum. El primer lanzamiento incluía sólo las versiones en CD y casete, pero el 12 de enero de 2010 apareció, también, la versión en vinilo mediante el sello independiente Mightier Than Sword Records, que también relanzó en vinilo Enema of the State. Desde estos lanzamientos no se ha vuelto a ver ningún otro lanzamiento de Mightier Than Sword en los Estados Unidos. El álbum fue lanzado únicamente en su formato explícito, sin otra versión «limpia» que lo acompañase. Es uno de los pocos álbumes que, pese a tener contenido explícito, no fue distribuido con su correspondiente pegatina de Parental Advisory. Sin embargo, el relanzamiento de 2010 en vinilo sí lo incluía.
Desde el lanzamiento de Dude Ranch en junio de 1997, el álbum alcanzó el puesto 67 de las listas de éxitos Billboard 200. Dude Ranch consiguió el disco de oro un año después de su lanzamiento y el de platino, por primera vez, en 1999. Se lanzaron cuatro sencillos del álbum, «Dammit (Growing Up)» en septiembre de 1997, «Apple Shampoo» en octubre de 1997, «Dick Lips» en febrero de 1998 y, por último, «Josie (Everything's Gonna Be Fine)» en noviembre de 1998. Sin embargo, «Dammit (Growing Up)» fue el único sencillo que logró entrar en las listas, llegando al puesto número once en la lista Alternative Songs. Además, se grabaron videoclips para «Dammit (Growing Up)» y «Josie». La canción «I Won't Be Home for Christmas» fue lanzada como sencillo promocional en 1998, y como sencillo internacional en 2001, entrando sólo en las listas canadienses, pero logrando un cierto éxito.
El álbum es mencionado en la canción «1000 Times A Day» del triple lanzamiento de la banda The Early November The Mother, the Mechanic, and the Path. El sitio web AbsolutePunk incluyó a Dude Ranch en su lista de álbumes clásicos de febrero de 2009. «Voyeur» apareció en la banda sonora de la película de 1998  Godmoney. Por su parte, «Enthused» apareció en el recopilatorio Digital Snow (1997), SB1: Skiboarding Journey (1999) y en la banda sonora de la película Idle Hands. Una extraña versión de «Apple Shampoo» de su concierto en el Warped Tour de 1998 apareció en el recopilatorio A Compilation of Warped Music II.

## Lista de canciones
| Dude Ranch |                 |          |  |
| N.º        | Título          | Duración |  |
| 1.         | «Pathetic»      | 2:27     |  |
| 2.         | «Voyeur»        | 2:43     |  |
| 3.         | «Dammit»        | 2:45     |  |
| 4.         | «Boring»        | 1:41     |  |
| 5.         | «Dick Lips»     | 2:57     |  |
| 6.         | «Waggy»         | 3:16     |  |
| 7.         | «Enthused»      | 2:48     |  |
| 8.         | «Untitled»      | 2:46     |  |
| 9.         | «Apple Shampoo» | 2:52     |  |
| 10.        | «Emo»           | 2:50     |  |
| 11.        | «Josie»         | 3:20     |  |
| 12.        | «A New Hope»    | 3:45     |  |
| 13.        | «Degenerate»    | 2:28     |  |
| 14.        | «Lemmings»      | 2:38     |  |
| 15.        | «I'm Sorry»     | 5:37     |  |
| 44:53      |                 |          |  |

| Versión australiana |               |          |  |
| N.º                 | Título        | Duración |  |
| 13.                 | «Dog Lapping» | 7:07     |  |

## Posicionamiento en listas

### Semanales
| Australia      | Australian Albums Chart | 25 |
| Estados Unidos | Billboard 200           | 67 |
| Estados Unidos | Catalog Albums          | 27 |
| Estados Unidos | Heatseekers Albums      | 1  |

### Certificaciones
| País           | Organismo certificador | Certificación | Ventas certificadas | Ref.   |
| -------------- | ---------------------- | ------------- | ------------------- | ------ |
| Australia      | ARIA                   | Platino       | 70 000              | [ 12 ] |
| Canadá         | MC                     | 2× Platino    | 200 000             | [ 13 ] |
| Estados Unidos | RIAA                   | Platino       | 1 000 000           | [ 14 ] |

## Créditos y personal
| - Blink-182: composición. - Gary Ashley: A&R. - Lou Beach: ilustración. - Donnell Cameron: mezcla. - Tom DeLonge: voz, composición y guitarra. - Rick DeVoe: mánager. - Brian Gardner: masterización. - Victor Gastelum: dirección de arte e ilustraciones. - Eric Goodis: A&R. - Mark Hoppus: voz, composición y bajo. | - Ashley Pigford: diseño. - Scott "Mad Dog" Raynor: composición y batería. - Scott Russo: artista invitado. - Steve Shea: fotografías de la banda. - Tim Stedman: dirección de arte y diseño. - Mark Trombino: producción, ingeniería, mezcla, piano y teclado. - Grabado en Big Fish Studios, Encinitas, California. - Mezclado en Big Fish Studios, Encinitas, California, y en Track Record, North Hollywood, California. - Masterizado en Bernie Grundman Mastering, Hollywood, California. |

Fuente: Allmusic y Discogs.